# Esporte Clube Água Verde
L'Esporte Clube Água Verde fou un club de futbol brasiler de la ciutat de Curitiba a l'estat de Paranà.

## Història
El Água Verde fou fundat el 17 de desembre de 1914, al barri del mateix nom de la ciutat de Curitiba, amb el nom Sport Club Água Verde. El 1926 s'uní al Savóia Futebol Clube, formant el Savóia-Água Verde. El 3 de març de 1942 esdevingué Esporte Clube Brasil. El 1944 passa a anomenar-se Esporte Clube Água Verde i el 15 d'agost de 1953 inaugurà l'estadi Orestes Thá (on avui juga el Paraná Clube), a Vila Guaíra. Fou campió estatal l'any 1967. El 12 d'agost de 1971 esdevingué Esporte Clube Pinheiros (PR). El 19 de desembre de 1989, el Pinheiros uní forces amb el club Colorado Esporte Clube per formar el Paraná Clube.

## Palmarès
- Campionat paranaense:
  - 1967

- Torneio Início:
  - 1949, 1953

- Torneio Cidade de Curitiba:
  - 1967